# Ценковский, Лев Семёнович
Лев Семёнович Ценко́вский (1 октября [13 октября] 1822, Варшава, —
25 сентября [7 октября] 1887, Лейпциг) — польско-российский ботаник, протозоолог и бактериолог, член-корреспондент Петербургской АН (1881).

## Биография
Л. С. Ценковский, поляк по национальности, родился в семье очень бедной и малообразованной. Но его мать сделала всё от неё зависящее, чтобы дать сыну хорошее образование. По окончании в 1839 г. курса Варшавской гимназии, был отправлен в качестве стипендиата Царства Польского в Императорский Санкт-Петербургский университет, где сначала поступил на математическое отделение физико-математического факультета, но вскоре перешёл на естественное, где в особенности занимался ботаникой.
В 1844 г. Ценковский окончил курс университета со степенью кандидата естественных наук и был оставлен при Санкт-Петербургском университете, а через два года получил степень магистра по защите диссертации «Несколько фактов из истории развития хвойных растений».
Год спустя, получив командировку, Ценковский отправился с полковником Ковалевским в Центральную Африку (в северо-восточный Судан, к устьям Белого Нила) и пробыл в путешествии два года. Там он собрал богатый материал из флоры и фауны Судана. Результаты работы были опубликованы в "Географических ведомостях" (1850) и в Gazeta Warszawska (1853).
В 1850 г. Ценковский был назначен профессором по кафедре естественных наук в ярославский Демидовский лицей, где оставался до 1855 г., затем занял кафедру ботаники Санкт-Петербургского университета. В следующем году Ценковский блестяще защищает диссертацию на степень доктора ботаники.
Неблагоприятный петербургский климат вредно влиял на и без того слабое здоровье Ценковского, и потому в 1859 г. он уехал за границу, где пробыл, постоянно занимаясь научными исследованиями, около четырёх лет.
В 1865 году, с открытием Императорского Новороссийского университета (ныне — Одесский национальный университет имени И. И. Мечникова), Ценковский был приглашён туда в качестве профессора ботаники. В Одессе он принял деятельное участие в основании Новороссийского общества естествоиспытателей, был избран его первым президентом. На первом заседании общества в 1870 г. Л. С. Ценковский предложил создать биологическую станцию в Севастополе во исполнение постановления II съезда русских естествоиспытателей и врачей, принятого в 1869 году. Севастопольская биостанция была официально открыта уже в следующем, 1871 году.
В этот период он начал исследования в области микробиологии, заложил научные направления, которые нашли свое развитие в опытах: профессора ботаники Ф.М. Каменского — процесс симбиоза грибов с высшими растениями; профессора ботаники Ф. М. Породко — физиология микроорганизмов, брожение дрожжей.
В 1869 г. он перешёл в Императорский Харьковский университет.
Ценковский занимался низшими организмами (инфузориями, низшими водорослями, грибами, бактериями и т. д.) и целым рядом точных исследований установил генетическую связь между монадами и миксомицетами, солнечниками и радиоляриями, флагеллятами и пальмеллевидными водорослями и т. д. Уже в своей пробной лекции Ценковский высказал верный и для того времени смелый взгляд, что, как его убедили собственные исследования, инфузории суть простейшие организмы, состоящие из комка протоплазмы, и что господствовавшее тогда воззрение Эренберга на инфузории, как на высоко организованных животных, неверно.
Его докторскую диссертацию «О низших водорослях и инфузориях», посвящённую морфологии и истории развития различных микроскопических организмов (Sphacroplea annulina, Achlya prolifera, Actinosphaerium и т. д.) можно считать одним из первых по времени и классическим трудом в названной области. Уже в этом труде высказана мысль, что между растительным и животным мирами нет резкой границы, и что именно это и подтверждает организация исследованных форм. Последующие исследования Ценковского подтверждают это мнение, ставшее в настоящее время аксиомой.
Его важнейшие исследования, посвящённые истории развития миксомицет (слизевых грибов) и монад, дали ему возможность сблизить тех и других. Весьма важно открытие Ценковского у водорослей, флагеллят, а впоследствии и у бактерий, пальмеллевидного состояния, то есть способности клеток выделять слизь и образовывать слизевые колонии.
Много важных работ Ценковского посвящено низшим водорослям и грибам, относящимся к растительному царству, и амёбам, солнечникам (Actinosphaerium, Clathrulina и т. д.), флагеллятам (Noctiluca, хризомонадам и т. д.), радиоляриям, ресничным инфузориям (возражение на ацинетовую теорию Штейна 1855 г.), относящимся к животному царству, так что заслуги его в ботанике и в зоологии одинаково велики.
Последний период своей деятельности Ценковский посвятил тогда совсем новой отрасли знания — бактериологии. Ценковский способствовал развитию практической бактериологии в России. В частности, им были усовершенствованы методы прививок против сибирской язвы. Немецкий ботаник Юлиус Сакс (нем. Julius Sachs) назвал его основателем научной бактериологии.
В 1880 г. Ценковский предпринял поездку по Белому морю, причём занимался, главным образом, сборами микроорганизмов на Соловецких островах, с их последующим исследованием в лаборатории.
Ценковский был известен, как хороший преподаватель. Во всех учебных заведениях, где он работал, Ценковский ставил преподавание ботаники на должную высоту, чего до этого не было. Очень многие из зоологов и ботаников России XIX—XX веков были учениками Ценковского или учениками его учеников.